# Archanara russa
Archanara russa är en fjärilsart som beskrevs av Eduard Friedrich Eversmann 1847. Archanara russa ingår i släktet Archanara och familjen nattflyn. Inga underarter finns listade i Catalogue of Life.